# الأعروم (النادرة)

تعديل مصدري - تعديل

الأعروم هي إحدى قرى عزلة المفتاح الأعلى بمديرية النادرة التابعة لمحافظة إب، بلغ تعداد سكانها 443 نسمة حسب تعداد اليمن لعام 2004.